# آشوت میرزویان (نقاش)
آشوت هوهانسی میرزویان (ارمنی: Աշոտ Հովհաննեսի Միրզոյան؛ زاده ۲۵ اکتبر ۱۹۱۳ - درگذشته ۱۷ ژانویهٔ ۱۹۸۶) نقاش اهل ارمنستان بود.

## زندگی‌نامه
وی در ۲۵ اکتبر ۱۹۱۳ در تبریز به دنیا آمد و از آکادمی امپریال هنر سنت پطرزبورگ فارغ‌التحصیل گشت. وی همچنین برنده جوایزی همچون مدال کار شجاعانه در جنگ بزرگ میهنی (۱۹۴۵–۱۹۴۱), نشان برجسته افتخار و چهره هنری شایسته ارمنستان شوروی و جایزه استالین شد. وی در ۱۷ ژانویه ۱۹۸۶ در سن سالگی در ایروان درگذشت.